# 角帯

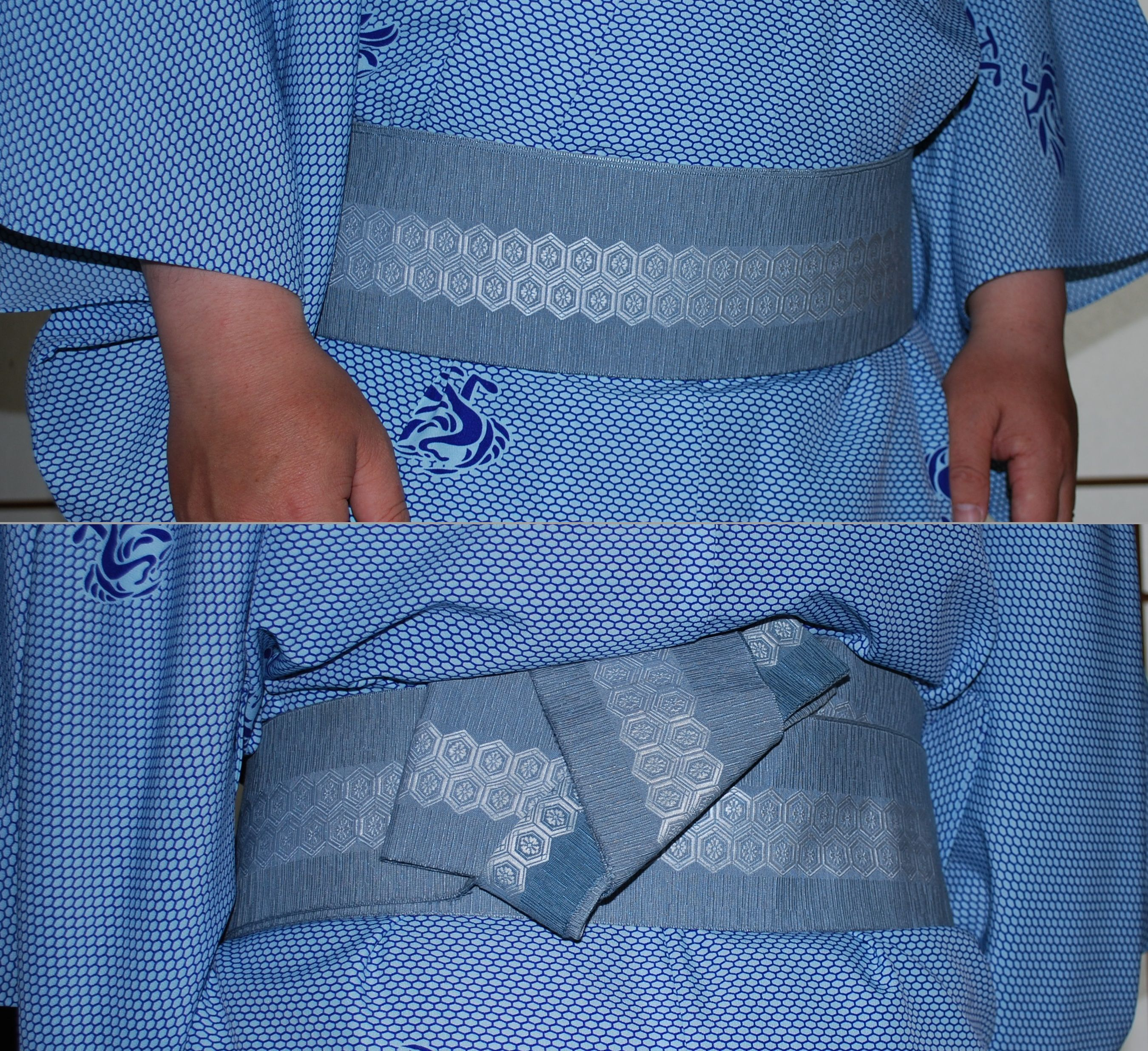
角帯

角帯（かくおび）は男帯の一種。幅約10センチメートル前後、長さは約4メートルほどの物で袋帯、単帯、帯芯を入れて仕立た物がある。
男性の和装においてもっとも用いられる帯である。
兵児帯よりも格式があり、一般的な博多織の他、紬、絽、緞子、夏用の麻などもある。	
最も格が高いのは伝統的な技法で織る爪掻本綴織綴織とされ、生産数が少なく流通量も少ないため希少価値の高い帯である。